# Кияикское (сельское поселение)
Кияикское — упразднённое муниципальное образование со статусом сельского поселения в составе Завьяловского района Удмуртии.
Административный центр — село Кияик.
Образовано в 2005 году в результате реформы местного самоуправления.
25 июня 2021 года упразднено в связи с преобразованием муниципального района в муниципальный округ.

## Географические данные
Находится на северо-западе района, граничит:
- на востоке и юге с Люкским сельским поселением
- на севере с Якшур-Бодьинским районом
- на западе с Увинским районом

По территории поселения протекает река Кияик.

## История
Большекияикский сельсовет Советской волости с центром в селе Большой Кияик был образован в 1925 году в ходе разукрупнения сельских советов. В 1929 году он входит во вновь образованный Ижевский район. В 1964 году он присоединяется к Люкскому сельсовету.
Кияикская сельская администрация была выделена из Люкской постановлением Правительства РФ от 29.04.2002 года № 279. А в 2005 году она была преобразована в Муниципальное образование «Кияикское» (сельское поселение).

## Населенные пункты
| Название      | Тип населённого пункта       | Население 2014 год | Почтовый индекс | ОКАТО          |
| ------------- | ---------------------------- | ------------------ | --------------- | -------------- |
| Кияик         | Село, административный центр | ↗1062              | 427030          | 94 216 828 001 |
| Большой Кияик | Деревня                      | ↗384               | 427030          | 94 216 828 003 |
| Сентег        | Деревня                      | ↗34                | 427030          | 94 216 828 004 |
| Азино         | Село                         | ↗1804              | 427025          | 94 216 828 002 |

## Экономика
- ГУП ЯЧ 91/11
- Предприятие учреждения ЯЧ-91/11 УИН Минюста РФ
- Площадь сельхозугодий: 14,4 км²

## Объекты социальной сферы
- Кияикская основная общеобразовательная школа
- Азинская основная общеобразовательная школа
- Большекияикская основная общеобразовательная школа
- 2 детских сада
- 2 фельдшерско-акушерских пункта
- ГУЧ «Синтекский психоневрологический интернат»
- МУЧ «Культурный комплекс „Кияикский“»
- 2 библиотеки
- 3 клуба